# Älekulla socken
Älekulla socken i Västergötland ingick i Marks härad, ingår sedan 1971 i Marks kommun och motsvarar från 2016 Älekulla distrikt.
Socknens areal är 50,55 kvadratkilometer varav 46,16 land. År 2000 fanns här 370 invånare.  Kyrkbyn Älekulla med sockenkyrkan Älekulla kyrka ligger i socknen.   

## Administrativ historik
Socknen har medeltida ursprung.
Vid kommunreformen 1862 övergick socknens ansvar för de kyrkliga frågorna till Älekulla församling och för de borgerliga frågorna bildades Älekulla landskommun. Enligt beslut den 29 juli 1887 överfördes från Öxabäcks jordebokssocken till Älekulla jordebokssocken 1/4 mantal Högahägnen (med 18 invånare den 31 december 1880), som sedan tidigare tillhört både Älekulla församling och kommun. Landskommunen uppgick 1952 i Svansjö landskommun som 1971 uppgick i Marks kommun.
1 januari 2016 inrättades distriktet Älekulla, med samma omfattning som församlingen hade 1999/2000.  
Socknen har tillhört län, fögderier, tingslag och domsagor enligt vad som beskrivs i artikeln Marks härad.

## Geografi
Älekulla socken ligger nordost om Varberg. Socknen är en småkuperad sjörik skogsbygd med viss odlingsbygd i ådalar.

## Fornlämningar
En boplatser från stenåldern är funnen.

## Namnet
Namnet skrevs 1530 Ällekwlle och kommer från kyrkbyn. Namnet innehåller äle, 'albestånd' och kull(e).
Namnet skrevs före 2 februari 1908 även Ellekulla socken.